# Abel Curtinove
Abel Curtinove (* 12. Mai 1991) ist ein brasilianischer Leichtathlet, der sich auf den Stabhochsprung spezialisiert hat.

## Sportliche Laufbahn
Erste internationale Erfahrungen sammelte Abel Curtinove im Jahr 2012, als er bei den U23-Südamerikameisterschaften in São Paulo mit übersprungenen 4,60 m den vierten Platz. 2016 gewann er bei den Ibero-Amerikanischen Meisterschaften in Rio de Janeiro mit 5,20 m die Bronzemedaille hinter dem Argentinier Germán Chiaraviglio und seinem Landsmann Augusto Dutra und 2021 gewann er bei den Südamerikameisterschaften in Guayaquil mit einer Höhe von 5,20 m die Bronzemedaille hinter Germán Chiaraviglio und dem Ecuadorianer Dyander Pacho. Im Jahr darauf sicherte er sich bei den Hallensüdamerikameisterschaften in Cochabamba mit 5,05 m die Silbermedaille hinter seinem Landsmann Augusto Dutra.
2020 wurde Curtinove brasilianischer Meister im Stabhochsprung.

## Persönliche Bestleistungen
- Stabhochsprung: 5,42 m, 6. April 2019 in Blumenau
  - Stabhochsprung (Halle): 5,31 m, 1. September 2019 in Bragança Paulista